# Listă de filme fantastice din anii 1960
Aceasta este o listă de filme fantastice din anii 1960:
| 1960 • 1961 • 1962 • 1963 • 1964 • 1965 • 1966 • 1967 • 1968 |                                       |                                                                                 |                                                                                    |                                       |
| Titlu                                                        | Regizor                               | Actori                                                                          | Țara                                                                               | Note                                  |
| 1960                                                         |                                       |                                                                                 |                                                                                    |                                       |
| The Absent-Minded Professor                                  | Robert Stevenson                      | Fred MacMurray, Nancy Olson, Keenan Wynn                                        | Statele Unite ale Americii                                                         |                                       |
| Babes in Toyland                                             | Jack Donohue                          | Ray Bolger, Tommy Sands, Annette Funicello                                      | Statele Unite ale Americii                                                         |                                       |
| The Devil's Eye                                              | Ingmar Bergman                        | Bibi Andersson, Jarl Kulle, Nils Poppe                                          | Suedia                                                                             |                                       |
| Mysterious Island                                            | Cy Raker Endfield                     | Michael Craig, Joan Greenwood, Michael Callan                                   | Regatul Unit al Marii Britanii și al Irlandei de Nord · Statele Unite ale Americii |                                       |
| The Thief of Baghdad                                         | Arthur Lubin, Bruno Vailati           | Steve Reeves, Giorgia Moll, Edy Vessel                                          | Franța · Italia                                                                    |                                       |
| The Three Worlds of Gulliver                                 | Jack Sher                             | Kerwin Mathews, June Thorburn, Basil Sydney, Sherry Alberoni                    | Statele Unite ale Americii                                                         |                                       |
| 1961                                                         |                                       |                                                                                 |                                                                                    |                                       |
| Atlantis, the Lost Continent                                 | George Pal                            | Anthony Hall, Joyce Taylor, Frank de Kova                                       | Statele Unite ale Americii                                                         |                                       |
| Hercules in the Haunted World                                | Mario Bava                            | Reg Park                                                                        | Italia                                                                             |                                       |
| The Wonderful World of the Brothers Grimm                    | Henry Levin, George Pal               | Laurence Harvey, Claire Bloom, Walter Slezak                                    | Statele Unite ale Americii                                                         |                                       |
| 1962                                                         |                                       |                                                                                 |                                                                                    |                                       |
| Jack the Giant Killer                                        | Nathan H. Juran                       | Kerwin Mathews, Judi Meredith, Torin Thatcher                                   | Statele Unite ale Americii                                                         |                                       |
| The Magic Sword                                              | Bert I. Gordon                        | Basil Rathbone, Estelle Winwood, Gary Lockwood                                  | Statele Unite ale Americii                                                         |                                       |
| Zotz!                                                        | William Castle, Ray Russell           | Tom Poston, Julia Meade, Jim Backus                                             | Statele Unite ale Americii                                                         |                                       |
| 1963                                                         |                                       |                                                                                 |                                                                                    |                                       |
| Jason and the Argonauts                                      | Don Chaffey                           | Todd Armstrong, Nancy Kovack, Gary Raymond                                      | Regatul Unit al Marii Britanii și al Irlandei de Nord · Statele Unite ale Americii |                                       |
| Captain Sindbad                                              | Byron Haskin                          | Guy Williams, Heidi Bruhl, Pedro Armendáriz                                     | Statele Unite ale Americii · Germania                                              |                                       |
| The Sword in the Stone                                       | Wolfgang Reitherman                   |                                                                                 | Statele Unite ale Americii                                                         | Film de animație                      |
| 1964                                                         |                                       |                                                                                 |                                                                                    |                                       |
| 7 Faces of Dr. Lao                                           | George Pal                            | Barbara Eden, Arthur O'Connell, John Ericson                                    | Statele Unite ale Americii                                                         |                                       |
| Father Frost                                                 | Aleksandr Rou                         | Alexandr Khvylya, Natalya Sedykh, Eduard Izotov                                 | Uniunea Republicilor Sovietice Socialiste                                          |                                       |
| The Incredible Mr. Limpet                                    | Arthur Lubin                          | Don Knotts, Carole Cook, Jack Weston                                            | Statele Unite ale Americii                                                         |                                       |
| Kwaidan                                                      | Masaki Kobayashi                      | Rentaro Mikuni, Michiyo Aratama, Misako Watanabe, Tetsuro Tamba                 | Japonia                                                                            |                                       |
| Mary Poppins                                                 | Robert Stevenson                      | Julie Andrews, Dick Van Dyke, David Tomlinson                                   | Statele Unite ale Americii                                                         |                                       |
| The Three Lives of Thomasina                                 | Don Chaffey                           | Patrick McGoohan, Susan Hampshire, Karen Dotrice                                | Regatul Unit al Marii Britanii și al Irlandei de Nord · Statele Unite ale Americii |                                       |
| 1965                                                         |                                       |                                                                                 |                                                                                    |                                       |
| Circus Angel                                                 | Albert Lamorisse                      | Philippe Avron, Mireille Negre, Henri Lambert, Michel de Re                     | Franța                                                                             |                                       |
| De-aș fi... Harap Alb                                        | Ion Popescu-Gopo                      | Florin Piersic, Cristea Avram, Lica Gheorghiu, Irina Petrescu, Eugenia Popovici | România                                                                            | [ 1 ]                                 |
| How the Grinch Stole Christmas!                              | Chuck Jones                           |                                                                                 | Statele Unite ale Americii                                                         | Film de televiziune, Film de animație |
| She                                                          | Robert Day                            | Ursula Andress, Peter Cushing, Bernard Cribbins                                 | Regatul Unit al Marii Britanii și al Irlandei de Nord                              |                                       |
| 1966                                                         |                                       |                                                                                 |                                                                                    |                                       |
| Batman                                                       | Leslie Martinson                      | Adam West, Burt Ward, Lee Meriwether, Cesar Romero                              | Statele Unite ale Americii                                                         |                                       |
| Come Drink with Me                                           | King Hu                               | Chen Hung-Lieh, Cheng Pei-Pei, Chung Shen Lao                                   | Hong Kong                                                                          |                                       |
| The Ghost in the Invisible Bikini                            | Don Weis                              | Deborah Walley, Tommy Kirk, Basil Rathbone                                      | Statele Unite ale Americii                                                         |                                       |
| Journey to the Beginning of Time                             | Karel Zeman                           | Josef Lukas, Jimmie Lucas, Charles Goldsmith                                    | Cehoslovacia                                                                       |                                       |
| One Million Years B.C.                                       | Don Chaffey                           | Raquel Welch, John Richardson, Percy Herbert                                    | Regatul Unit al Marii Britanii și al Irlandei de Nord · Statele Unite ale Americii |                                       |
| 1967                                                         |                                       |                                                                                 |                                                                                    |                                       |
| Doctor Dolittle                                              | Richard Fleischer, W. Leslie Bricusse | Rex Harrison, Samantha Eggar, Anthony Newley                                    | Statele Unite ale Americii                                                         |                                       |
| 1968                                                         |                                       |                                                                                 |                                                                                    |                                       |
| Blackbeard's Ghost                                           | Robert Stevenson                      | Peter Ustinov, Dean Jones, Suzanne Pleshette                                    | Statele Unite ale Americii                                                         |                                       |
| Chitty Chitty Bang Bang                                      | Ken Hughes                            | Dick Van Dyke, Sally Ann Howes, Lionel Jeffries                                 | Regatul Unit al Marii Britanii și al Irlandei de Nord · Statele Unite ale Americii |                                       |
| The Lost Continent                                           | Michael Carreras                      | Eric Porter, Suzanna Leigh, Tony Beckley                                        | Regatul Unit al Marii Britanii și al Irlandei de Nord                              |                                       |
| The Vengeance of She                                         | Cliff Owen                            | John Richardson, Olinka Berova, Edward Judd                                     | Regatul Unit al Marii Britanii și al Irlandei de Nord                              |                                       |
| Yellow Submarine                                             | George Dunning, Dick Emery            |                                                                                 | Regatul Unit al Marii Britanii și al Irlandei de Nord                              | Film de animație                      |

1. ↑  If I Were Harap Alb la Internet Movie Database